# Aprostocetus askewi
Espèce
Synonymes
- Aprostocetus (Ootetrastichus) askewi Graham, 1987[1]
- Ootetrastichus askewi Graham, 1987[2]

Aprostocetus askewi est une espèce d'insectes hyménoptères de la famille des Eulophidae qui parasite d'autres insectes.

## Systématique
Cette espèce a été initialement décrite sous le protonyme de Ootetrastichus askewi, Graham, 1987.

## Description
Cette espèce, découverte en France dans les environs de Duras dans le Lot-et-Garonne, est un insecte parasite d'un hôte associé à la carotte, Daucus carota,,,.

## Étymologie
Son nom spécifique, askewi, lui a été donné en l'honneur de Richard Robinson Askew (d), entomologiste français, pour son importante contribution dans l'étude de la super-famille des Chalcidoidea.

## Publication originale
- (en) Marcus Graham, « A reclassification of the European Tetrastichinae (Hymenoptera: Eulophidae), with a revision of certain genera », Bulletin of the British Museum (Natural History). Entomology, Londres, Musée d'histoire naturelle de Londres, vol. 55, no 1,‎ 27 août 1987, p. 1-392 (ISSN 0524-6431, OCLC 1308526, lire en ligne).